# Колобашкин, Виктор Михайлович
Ви́ктор Миха́йлович Колоба́шкин (15 февраля 1931, Москва, СССР — 23 сентября 1984, там же) — советский физик, доктор физико-математических наук, профессор, ректор МИФИ (1975—1984).

## Биография
В 1951 году поступил в МИФИ, который окончил с отличием в 1956 году и остался работать в вузе на должности ассистента кафедры дозиметрии и защиты (нынешняя кафедра радиационной физики и безопасности атомных технологий).
В 1959 году становится старшим преподавателем.
В 1965 году защитил кандидатскую диссертацию. В 1966—1968 годах — доцент. В 1968—1974 годах — декан факультета экспериментальной и теоретической физики (ЭТФ).
В 1972 году защитил докторскую диссертацию. В 1972—1984 годах — заведующий кафедрой экспериментальных методов ядерной физики.
С 1975 по 1984 год — ректор МИФИ. По инициативе В. М. Колобашкина при МИФИ была открыта первая в Москве общедоступная физико-математическая школа № 542 (ныне физико-математический лицей № 1511, предуниверситария МИФИ). В 1985 году Москва показывала эту школу пятнадцати министрам образования республик СССР как лучшую в предстоявшей реформе образования. Большое внимание ректор Колобашкин уделял развитию физкультуры и спорта в институте: при нём регулярно проводились спортивные состязания — турнир по самбо на приз «Покорителей космоса», мотокросс им. Ганцева и т. д.
По инициативе Виктора Михайловича 31 января 1980 года в институте был открыт Музей истории МИФИ.
Под его руководством МИФИ в 1982 году был удостоен звания «Образцовый вуз г. Москвы» — только три вуза были отмечены этим званием.

## Общественная деятельность
В 1956—1962 годах работал председателем местного комитета МИФИ, в 1965—1968 годы — секретарём парткома МИФИ, в 1975—1984 годы был членом партийного комитета МИФИ; избирался депутатом Моссовета двух созывов, кандидатом в члены Московского городского комитета КПСС, членом бюро Красногвардейского районного комитета КПСС, депутатом Красногвардейского районного Совета народных депутатов.
Был членом комитета по присуждению Ленинских и Государственных премий в области науки и техники при Совете Министров СССР; членом постоянно действующей комиссии Госплана СССР, Государственного комитета по науке и технике СССР и Академии наук СССР по разработке долгосрочной комплексной программы развития топливно-энергетического комплекса СССР; членом Межведомственного научно-технического совета по проблемам лазерных технологий при Государственном комитете по науке и технике СССР и Академии наук СССР; председателем секции морской радиоактивности комиссии Академии наук СССР по проблемам океана; председателем комиссии Совета ректоров по связям высшей школы с Академией наук СССР; членом редакционного совета по проблемам энергетики Государственного комитета по науке и технике СССР; членом секции ядерной физики научно-технического совета Министерства промышленности, членом специализированных советов ведущих научно-исследовательских институтов.

## Научная деятельность
- Вместе со своими учениками разработал методы анализа гамма-излучения нефракционированных смесей осколочных нуклидов.
- Получил решения ряда задач, связанных с прогнозированием распространения радионуклидов в трещиновато-пористых средах.
- Под его руководством и при его непосредственном участии были проведены расчёты радиационных продуктов деления изотопов урана. На основе полученных результатов составлен уникальный справочник по радиационным характеристикам облученного ядерного топлива с учётом ядерных констант.
- Разработанные в его лаборатории стационарные, корабельные, автомобильные и самолетные комплексы пробоотборной и измерительной аппаратуры используются организациями глобального контроля за проведением испытаний ядерного оружия, а также в рамках Государственной программы по охране окружающей среды в районе расположения АЭС. За цикл работ по данной тематике В. М. Колобашкин с группой своих учеников в 1982 г. был удостоен Государственной премии СССР в области науки и техники.
- Среди его непосредственных учеников — 26 кандидатов наук и два доктора наук.

## Публикации
Автор 167 научных трудов, в том числе 4-х книг:
- «Продукты мгновенного деления урана-235, урана-238, плутония-239 в интервале 0—1 час», — М.: Атомиздат, 1969.
- «Радиационные характеристики продуктов деления», — М.: Атомиздат, 1974.
- «Научные основы прогрессивной технологии», — М.: Машиностроение, 1982.
- «Радиационные характеристики облученного ядерного топлива», — М.: Энергоатомиздат, 1983.

## Звания и награды
- Доктор физико-математических наук
- Профессор
- Лауреат Государственной премии СССР 1982 г.
- Орден Октябрьской Революции
- 2 ордена Трудового Красного Знамени
- 3 медали

## Признание и память
Постановлением Правительства Москвы от 03.02.15 г. № 34-ПП «О присвоении наименований линейным транспортным объектам города Москвы и станции Московского метрополитена» Проектируемый проезд № 6216 в районе Москворечье-Сабурово, между Котляковской улицей и Пролетарским проспектом был назван «улицей Колобашкина».
15 февраля 2010 года у входа в корпус «К» МИФИ была открыта мемориальная доска в честь В. М. Колобашкина. Этот 12-этажный корпус в среде студентов и преподавателей МИФИ до сих пор неофициально именуется «Колобашней».
В июне 2011 года в МИФИ прошла конференция, посвящённая 80-летию со дня рождения Виктора Михайловича Колобашкина.